# Шестюк Олександр Володимирович
Олександр Володимирович Шестюк (біл. Аляксандр Уладзіміравіч Шасцюк, нар. 5 червня 2002, Берестя, Білорусь) — білоруський футболіст, нападник клубу «Динамо-Берестя».

## Клубна кар'єра
З 2016 по 2019 рік грав за «Динамо-Берестя» в дитячо-юнацькому чемпіонаті Білорусі. З 2019 року грав за дублюючий склад «Динамо».
У лютому 2021 року підписав новий 3-річний контракт з клубом. Разом з командою став переможцем міжнародного зимового турніру «Winter Cup 2021», де став найкращим бомбардиром турніру з 5 забитими м'ячами. Дебют у чемпіонаті Білорусі відбувся 14 березня 2021 року в матчі проти речицького «Супутника» (0:4), в якому Шестюк відзначився голом.

## Кар'єра в збірній
Виступав за юнацьку збірну Білорусі (U-17). У складі команди став переможцем Кубка Розвитку 2019 року в Мінську.
У березні 2021 року головний тренер молодіжної збірної Білорусі Олег Никифоренко викликав Шестюка до табору національної на товариські матчі проти Вірменії і Грузії. Дебют у складі команди відбувся 26 березня 2021 року в поєдинку проти Вірменії (1:2).